# 단권변압기

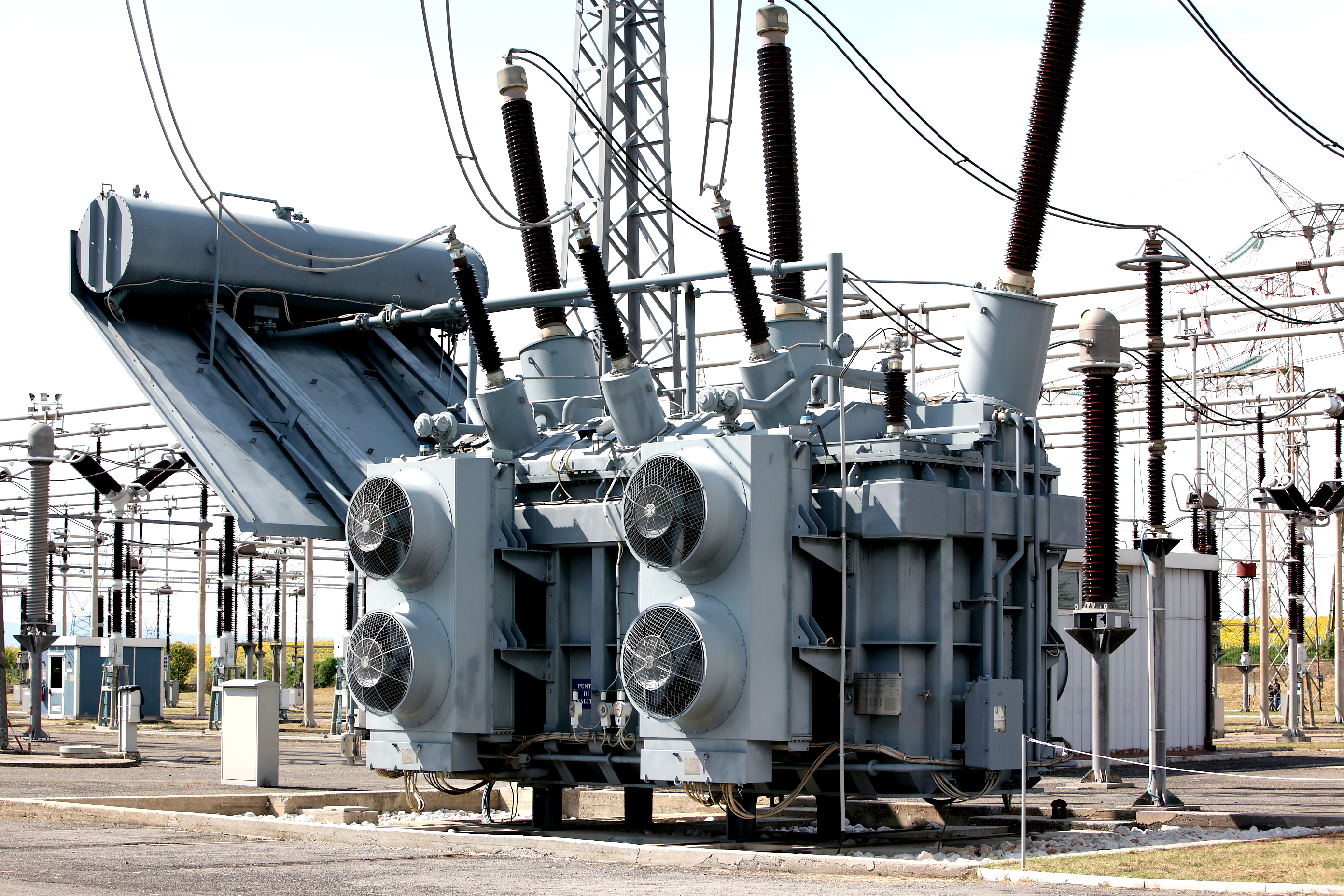
단권변압기

단권변압기 또는 오토트랜스포머(autotransformer)는 하나의 코일로만 이루어진 전기변압기이다. 어떠한 자동화 매커니즘이 수반되지 않는다. 단권변압기에서 동일 코일 부분들은 변압기의 1차 코일과 2차 코일 부분 역할을 한다. 이와 반대로 일반적인 변압기는 별도의 1차 코일과 2차 코일이 있으며 이 코일들 간 서로 금속 전도 경로는 존재하지 않는다.
단권변압기의 코일은 전기 연결을 하는, 적어도 3개의 탭(tap)이 있다. 코일의 일부가 2가지 기능을 하기 때문에 단권변압기는 2개의 코일을 갖춘 변압기에 비해 더 작고 더 가볍고 가격이 더 저렴한 장점이 있으나 1차 회로와 2차 회로 간 전기 분리를 제공하지 않는다는 단점이 존재한다. 단권변압기의 또다른 장점은 더 낮은 누출 유도저항, 더 낮은 소실, 더 낮은 여고 전류, 주어진 크기와 질량에 대한 증가된 VA 등급이 포함된다.

## 추가 문헌
- Croft, Terrell; Summers, Wilford, 편집. (1987). 《American Electricians' Handbook》 Eleven판. New York: McGraw Hill. ISBN 0-07-013932-6.

## 같이 보기
- 전압 분배 법칙
- 전자기학
- 패러데이 전자기 유도 법칙
- 점화 코일
- 유도자
- 자기장